# The Greatest Hits Collection (Alan Jackson)
The Greatest Hits Collection è un album di raccolta del cantante di musica country statunitense Alan Jackson, pubblicato nel 1995.

## Tracce
1. Chattahoochee (extended mix)
2. Gone Country
3. She's Got the Rhythm (And I Got the Blues)
4. Midnight in Montgomery
5. Tall, Tall Trees
6. Chasin' That Neon Rainbow
7. I'll Try
8. Don't Rock the Jukebox
9. Livin' on Love
10. Summertime Blues
11. Love's Got a Hold on You
12. (Who Says) You Can't Have It All
13. Home
14. Wanted
15. I Don't Even Know Your Name
16. Dallas
17. Here in the Real World
18. Someday
19. Mercury Blues
20. I'd Love You All Over Again